# 起初
《起初》是港台歌手邰正宵的第三十張大碟，第十八張國語專輯。這大碟在2012年8月10日開始預購，並在8月31日推出，由亞神音樂發行。
8月27日，亞神音樂宣布此專輯將提前在同一天於百度網上推出。

## 曲目

### 所有版本皆有
除特別註明外，備註欄列出的主打歌曲順序以台灣地區為準。
| 曲序     | 曲目               |                      | 编曲         | 製作人        | 备注                                                                            | 时长    |
| -------- | ------------------ | -------------------- | ------------ | ------------- | ------------------------------------------------------------------------------- | ------- |
| 1.       | 起初               | 邰正宵               | Kenn C       | Kenn C        | 第一主打 香港地區第三主打                                                       | 4:30    |
| 2.       | 再一秒就好         | 邰正宵               | Kenn C       | Kenn C        | 第二主打 香港地區第二主打 劇集《擁抱太陽的月亮》片頭曲 劇集《愛在烏鵲橋》片尾曲 | 4:37    |
| 3.       | 請不要那麼容易心碎 | 邰正宵               | Terence Teo  | 邰正宵        | feat.史茵茵 第五主打                                                            | 4:46    |
| 4.       | 我要你快樂         | 姚若龍               | 江建民       | 邰正宵        | 作曲：陳小霞 同曲曲目：亦帆《虛擬的幸福》                                       | 5:41    |
| 5.       | 愛旅行             | 趙智升               | 趙翔         | 劉旭陽        | 作曲：劉旭陽 第三主打                                                           | 3:22    |
| 6.       | 愛是一切答案       | 陳靜楠               | Terence Teo  | 邰正宵        |                                                                                 | 4:21    |
| 7.       | 平行線             | Wendy Wang           | Terence Teo  | 邰正宵        | 首支曝光單曲 第四主打                                                           | 4:00    |
| 8.       | 解藥               | 邰正宵               | Terence Teo  | 吳俊毅        |                                                                                 | 3:40    |
| 9.       | 你一半 我一半      | 邰正宵               | 吳俊毅       | 吳俊毅        | feat.李思華                                                                     | 4:04    |
| 10.      | 我什麼都可以不要   | 劉旭陽               | 陳迪         | 邰正宵 劉旭陽 | 作曲：劉旭陽 香港地區第一主打                                                   | 4:09    |
| 11.      | 只有一件事         | 邰正宵               | Kenn C       | Kenn C        |                                                                                 | 3:57    |
| 12.      | 起初（合唱版）     | 邰正宵               | 鄧志明       | 朱敬然        | feat.姚可傑                                                                     | 4:04    |
| 13.      | 千紙鶴（搖滾版）   | 邰正宵 林利南 李安修 | Kenn C       | Kenn C        | feat.朱小威                                                                     | 4:14    |
| 14.      | 沉默               | Wendy Wang           | 七舍客勒樂團 | 邰正宵        | feat.七舍客勒樂團                                                               | 4:51    |
| 总时长： | 总时长：           | 总时长：             | 总时长：     | 总时长：      | 总时长：                                                                        | 1:00:16 |

### 宣傳版專輯／數位專輯
| 曲序     | 曲目                       |          | 编曲        | 製作人        | 备注                                             | 时长    |
| -------- | -------------------------- | -------- | ----------- | ------------- | ------------------------------------------------ | ------- |
| 15.      | 因為聖誕節                 | 邰正宵   | Terence Teo |               |                                                  | 4:08    |
| 16.      | 九百九十九朵玫瑰（搖滾版） | 林利南   | Kenn C      | 邰正宵 吳俊毅 | 與2011年專輯《情歌一首首》中的深情搖滾版略有不同 | 4:01    |
| 总时长： | 总时长：                   | 总时长： | 总时长：    | 总时长：      | 总时长：                                         | 1:08:25 |

### 各曲目簡介
1. 起初
  - 《起初》是《起初》的點題歌曲，邰氏表示想藉著這首歌讓人回味一些失落的感動[6]。
2. 再一秒就好
  - 《再一秒就好》是《起初》專輯發行以前曝光的歌曲之一，於8月23日在百度首播[7][8]。他指出這首歌搬來只完成一半，但在2012年3月時的車禍之後讓他有所啟發，感悟人生短暫，回酒店以後就完成了整首歌曲[6]。
3. 請不要那麼容易心碎
  - 《請不要那麼容易心碎》是《起初》專輯發行以前曝光的歌曲之一，於8月17日公開[9]。

## 唱片版本
- 宣傳版，只在業內派發，包裝略為加大，並附送畫冊一本，附加收錄《因為聖誕節》及《九百九十九朵玫瑰（搖滾版）》兩首歌[10]
- 發行版
- 數位專輯版，收錄宣傳版的曲目（共16首），另加收愛琴海寫真電子書及歌詞手稿[1]

## 音樂錄影帶
| 歌名               | 執導               | 首播日期      | 頻道                  | 附註                       |
| ------------------ | ------------------ | ------------- | --------------------- | -------------------------- |
| 起初               | 姚智勁             | 2012年8月17日 | 邰正宵官方Youtube頻道 | 於土耳其拍攝               |
| 再一秒就好         | 李伯恩（自由發揮） | 2012年8月31日 | 邰正宵官方Youtube頻道 |                            |
| 愛旅行             | 姚智勁             | 2012年9月13日 | 邰正宵官方Youtube頻道 | 於土耳其拍攝               |
| 平行線             | 姚智勁             | 2012年9月20日 |                       | 於土耳其拍攝 以KTV形式首播 |
| 請不要那麼容易心碎 | 姚智勁             | 2013年2月1日  | 優酷                  | 於土耳其拍攝               |

## 派台歌成績
| 年份 | 歌曲           | 幽浮 | Hito | MTV | Channel V/FOX |
| 2012 | 起初（合唱版） | 15   | -    | -   | -             |
|      | 再一秒就好     | 12   | -    | -   | -             |

| 年份 | 歌曲             | 903 | TVB       | 997         | RTHK |
| 2012 | 我什麼都可以不要 | -   | -         | 4（國語力） | -    |
|      | 再一秒就好       | -   | -         | -           | -    |
|      | 起初             | -   | 2（TVB8） | -           | -    |
|      | 愛旅行           | -   | 2（TVB8） | -           | -    |

## 備註
1. 1 2  邰正宵「起初」數位專輯 for iPhone 3GS, iPhone 4, iPhone 4S, iPhone 5, iPod touch (3rd generation), iPod touch (4th generation), iPod touch (5th generation) and iPad on the iTunes App Store （页面存档备份，存于），2012年10月17日 (三) 01:25 (UTC+8)查閱（繁體中文）
2. ↑  YESASIA : 起初  鐳射唱片 - 邰正宵, 亞神音樂娛樂股份有限公司 - 國語音樂 （页面存档备份，存于），2012年8月20日 (一) 11:10 (UTC+8)查閱（繁體中文）
3. ↑  邰正宵 2012 專輯《起初》 - Sky Music （页面存档备份，存于），2012年8月16日 (四) 22:45 (UTC+8)查閱（繁體中文）
4. ↑  亞神音樂官方微博 （页面存档备份，存于）：「邰正宵暌违2年最新专辑《起初》太让歌迷引颈期盼，唱片公司与百度音乐紧急协商，决定提前发布专辑。想第一时间听到邰正宵的最新专辑，请立即登录百度Ting！重回起初，寻找感动」，2012年8月27日 (一) 20:35 (UTC+8)查閱（繁體中文）
5. 1 2  根據香港各港鐵站之宣傳海報。
6. 1 2  2012年10月2日邰正宵接受《化州之声》專訪時提及。
7. ↑  經紀人紫綺Mavis的微博：「@邰正宵 最新上架最令人期待的單曲『再一秒就好』，請大家聆聽唷~ 在生命的关口，感悟爱的重量，再一秒就好，就要把爱说出口!!」，2012年8月23日 (四) 20:45 (UTC+8)查閱（繁體中文）
8. ↑  經紀人紫綺Mavis的微博：「邰正宵 起初專輯發行前最後曝光的新歌《再一秒就好》，在8/24百度首播外，Music Radio音樂之聲將在8月21日搶聽唷!!Music Radio音樂之聲 調頻 FM90.0 1900-1915之間播出/City FM 城市之音 四川地區調頻 FM102.6 2100-2200之間播出 山東地區調頻 FM99.1 2000-2100之間播出。懇請大家鎖定。」，2012年8月19日 (日) 23:35 (UTC+8)查閱（繁體中文）
9. ↑  經紀人紫綺Mavis的微博：「星期五又要到了~ 明天8月17日不僅晚上10點有 @邰正宵 的起初MV首播，更有另一首「起初」專輯中的新作品曝光唷，煩請關注我的微博和ting百度。」，2012年8月19日 (日) 23:38 (UTC+8)查閱（繁體中文）
10. ↑  . 2013-04-27. （原始内容存档于2013-04-27）.（繁體中文）（可見其設計與發行版有所區別）
11. ↑  . 2012-12-11. （原始内容存档于2012-12-11）.（繁體中文）
12. ↑  . 2012-12-11. （原始内容存档于2012-12-11）.（繁體中文）